# Логофетидис, Василис
Василис Логофетидис (греч. Βασίλης Λογοθετίδης; 1898, Мириофитто, вблизи Стамбула — 20 февраля, 1960, Афины) — греческий комедийный актёр.

## Биография
Через год после окончания средней школы в 1916 году, он начал принимать участие как актёр в любительской местной постановке. В 1918 году он переезжает в Афины, где через год присоединяется к театру Марики Котопули, с которым он оставался до 1946 года с небольшими перерывами в 1935 году. С 1947 года он играл со своей собственной труппой, в её составе в период 1952—1960 годов работала актриса Смаро Стефаниду.
Благодаря своей весьма успешной карьере Василис Логофетидис выступал в более чем 110 греческих комедиях и в более чем 200 международных постановках.

## Основные роли
- Κακός δρόμος (1933)
- Μαντάμ Σουσού (1948)
- Οι Γερμανοί ξανάρχονται (1948)
- Ένα βότσαλο στη λίμνη (1952)
- Σάντα Τσικίτα (1953)
- Δεσποινίς ετών 39 (1954)
- Ούτε γάτα ούτε ζημιά (1955)
- Η κάλπικη λίρα (1955)
- Ο ζηλιαρόγατος (1956)
- Δελησταύρου και υιός (1957)
- Κάτω από τους ουρανοξύστες (1958)
- Ένας ήρως με παντούφλες (1958)